# Palazzo D’Alessandro

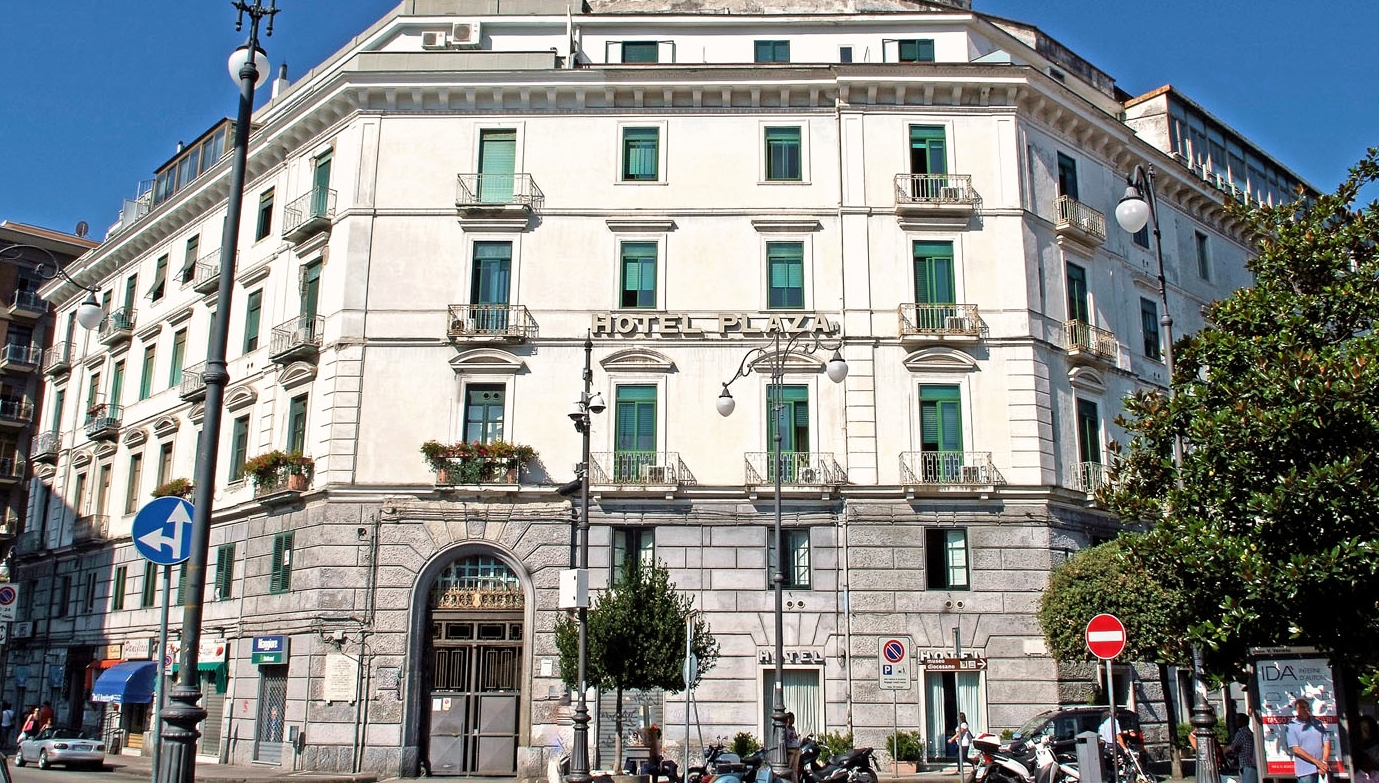
Palazzo D’Alessandro mit dem Hotel Plaza in Salerno

Der Palazzo D’Alessandro ist ein Palast aus dem 20. Jahrhundert an der Piazza Vittorio Veneto im Zentrum von Salerno in der italienischen Provinz Kampanien. Er liegt gegenüber dem Bahnhof.

## Geschichte
Der Palast wurde in den ersten Jahren des 20. Jahrhunderts mit Steinen aus der Grabung des Kehrtunnels erbaut, der im Verlauf der Bahnstrecke errichtet wurde, die Salerno mit dem höher gelegenen Bahnhof von Cava de’ Tirreni verbindet. Er hat einen fünfeckigen Grundriss und einen Innenhof.
An der Fassade zum Bahnhof hin ist das historische Hotel Plaza untergebracht. Die Wohnungen des Gebäudes, die privater Nutzung vorbehalten sind, gehören zu drei Mietshäusern, deren Eingänge an der Piazza Vittorio Veneto, dem Corso Giuseppe Garibaldi und an der Via Vicinanza an der Ecke zum Corso Vittorio Emanuele II liegen.
Der Palast hat die Bombardements des Zweiten Weltkrieges mit nur wenigen Schäden überstanden. In der Nähe kamen 1943 etwa 600 Einwohner von Salerno bei der Zerstörung der benachbarten Caserma Umberto I und der Bebauung im Zentrum von Salerno um.